# توگ کلاس ابناکی
توگ کلاس ابناکی (به انگلیسی: Abnaki-class tug) یک کلاس از کشتی است که طول آن ۲۰۵ فوت ۰ اینچ (۶۲٫۴۸ متر) می‌باشد.